# Fiskeby järnväg

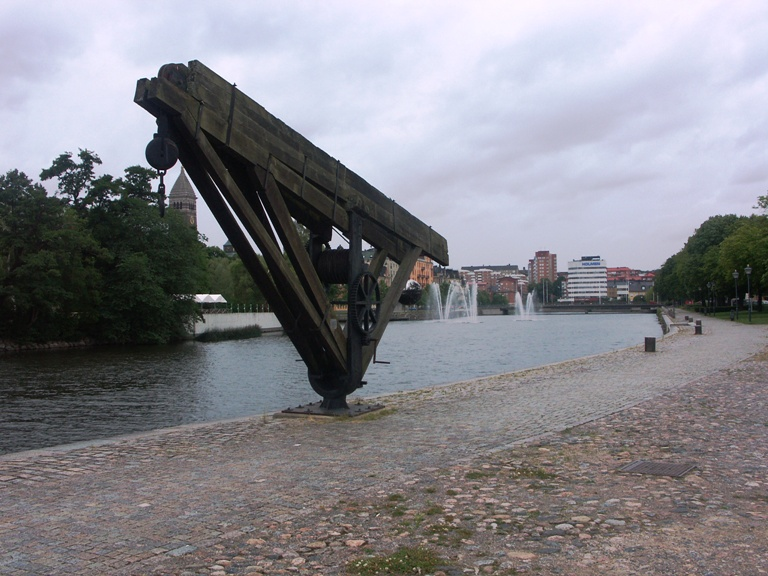
Kranen vid Kanontorget i Norrköpings hamn

Fiskeby järnväg var en del av transportleden från de Ekmanska bruken i Finspång med omnejd (Finspång, Lotorp, Hällesta med flera) till Kanontorget i Norrköpings hamn.

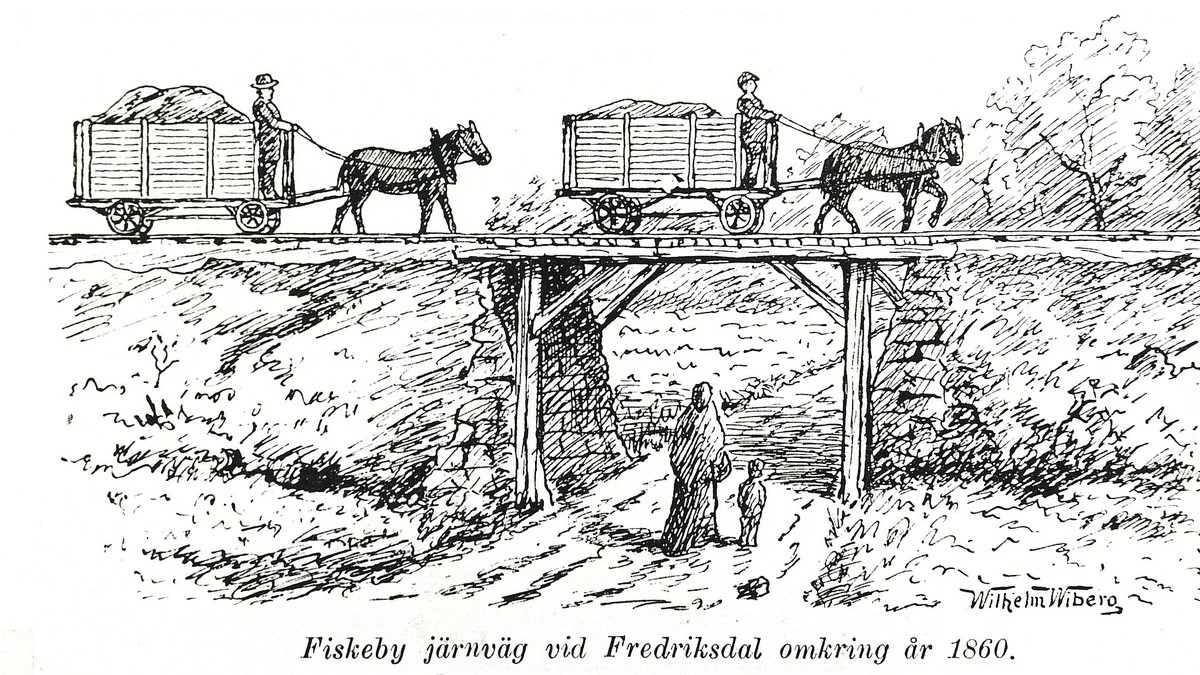
Fiskeby järnväg vid Fredriksdal, omkring 1860

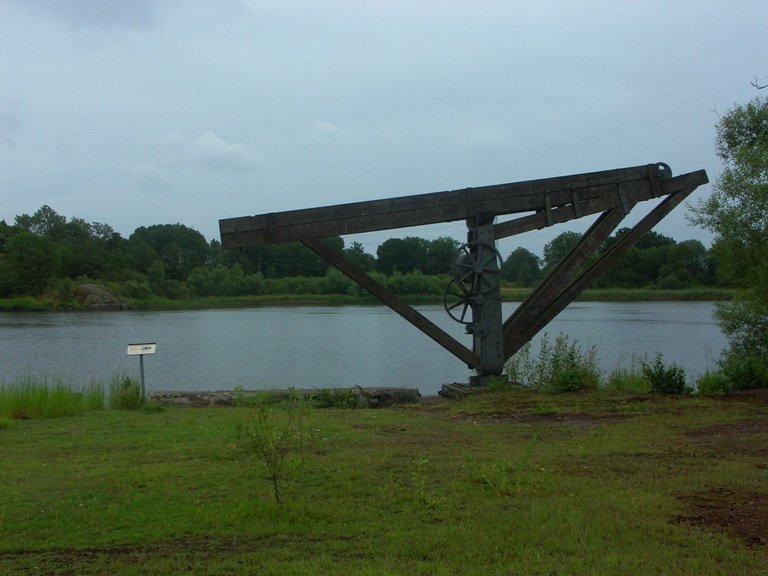
Kranen vid Fiskeby

Järnvägen, som anlades 1854 av  Carl Ekman (1826–1903) på Finspångs bruk, ingick i Fiskeby jernvägs- och ångbåts AB. Från Finspång transporterades godset (bland annat kanoner) med pråmar över sjöarna Skuten och Glan ned till Fiskeby, där den hästdragna järnvägen mellan Fiskeby och Norrköpings hamn utgjorde den sista sträckan. En liknande järnväg fanns mellan Lotorps bruk och Finspång – även den en del av transportvägen.
År 1872 anlades efter påtryckning av Carl Ekman en station utmed den nybyggda Östra stambanan vid gården Eksund. Stationen som fick namnet Eksund låg endast ett tiotal meter från Glans södra strand vid inloppet till Motala ström. Vid stationen anlades en hamn där ångbåtarna från Finspång kunde lossa sin last för vidare transport med tåg på stambanan. I samband med det upphörde transporterna på den hästdragna järnvägen och den lades ned i oktober 1872 efter 18 år. Nu blev inte hamnen i Eksund så långlivad, då båttrafiken över sjöarna 1874 kompletterades med smalspårig järnväg från Finspång till Västra stambanan, Pålsboda–Finspångs järnväg (PFJ), och 1885 ersattes av en smalspårig järnväg, Finspång–Norsholms järnväg (FNJ), även den ägd av Ekman. FNJ blev sedermera en del av Norra Östergötlands Järnvägar (NÖJ). FNJ sammanstrålade med Östra stambanan både vid stationerna Kimstad och Norsholm. Vid Norsholm fanns även Göta kanal. 
Fiskeby järnväg planerades och konstruerades av Carl Edward Norström (1815–1871) som även var med om att anlägga delar av Östra stambanan mellan Nässjö och Katrineholm. Spårvidden var 891 mm (3 svenska fot), och banan hade en längd av 5,5 km. På resterna av den gamla järnvägen mellan Fiskeby bruk och Finspångsvägen anlades en väg som idag heter Fiskebyvägen. Järnvägen fortsatte därefter över dagens Haga till Butängen, där den i stort sett följde dagens Butängsgatan innan den vek av mot Kanontorget.

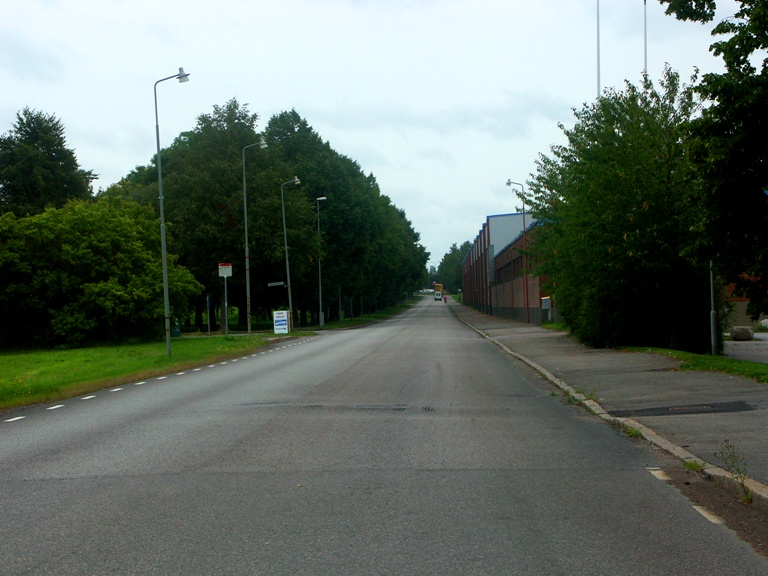
Fiskebyvägen följer i stort den gamla järnvägens sträckning.

Vid den gamla kajen i Fiskeby finns en gammal kran bevarad som lossade och lastade gods från båtar. Vid kajen vid Kanontorget i Norrköping finns en kopia av denna kran.  
Enligt Institutet för språk och folkminnen betyder ordet butväg eller butbro en primitiv väg eller broanläggning. Butbro utanför Finspång kan ha fått sitt namn efter den passerande hästjärnvägen.[källa behövs]